# Coagulazione
La coagulazione è il risultato di una serie di processi del sangue, all'interno o all'esterno di un vaso sanguigno, che portano a formare un coagulo o un trombo.
Il processo di coagulazione è unico, ma si può distinguere una sua versione fisiologica che è detta emostasi e conduce alla riparazione di una ferita, mentre la versione patologica della coagulazione, la trombosi, può portare a conseguenze anche gravi.
È il processo attraverso il quale il sangue cambia da un liquido a un gel, formando un coagulo sanguigno. Il risultato è emostasi, la cessazione della perdita di sangue da un vaso danneggiato, seguita dalla riparazione. Il processo di coagulazione coinvolge attivazione, adesione e aggregazione di piastrine, nonché deposizione e maturazione di fibrina.
La coagulazione inizia quasi immediatamente dopo una lesione all'endotelio che riveste un vaso sanguigno. L'esposizione del sangue allo spazio subendoteliale avvia due processi: cambiamenti nelle piastrine e l'esposizione del fattore tissutale piastrinico subendoteliale al fattore VII della coagulazione, che alla fine porta alla formazione di fibrina reticolata. Le piastrine formano immediatamente un tappo nel sito della lesione; questa è chiamata emostasi primaria. L'emostasi secondaria avviene simultaneamente: ulteriori fattori della coagulazione oltre al fattore VII (elencati di seguito) rispondono a cascata per formare filamenti di fibrina, che rafforzano il tappo piastrinico.
La coagulazione è altamente conservata in tutta la biologia. In tutti i mammiferi, la coagulazione coinvolge sia componenti cellulari (piastrine) che componenti proteiche (fattori della coagulazione). Il percorso negli esseri umani è stato il più ampiamente studiato e è il meglio compreso. I disturbi della coagulazione possono causare problemi con emorragia, contusione o trombosi.

## L'emostasi
L'emostasi fisiologica è l'effetto di alcuni processi che, se ben regolati, svolgono due importanti funzioni: mantenere il sangue in uno stato fluido nei vasi normali ed al contempo indurre un tappo emostatico in modo rapido e ben localizzato nella sede di un danno al vaso. Questo tappo emostatico rappresenta una formazione transitoria, necessaria per permettere ai meccanismi di riparazione delle ferite di riparare la lesione.
Nel caso di trombosi, il trombo che si è formato presso la lesione può tendere all'aumento di volume, aumentando la sua potenziale pericolosità.
La scansione dei passaggi della coagulazione può essere variamente definita con un modello a cinque passaggi o con uno a tre soli passaggi. Il primo modello prevede infatti: il danno endoteliale, l'emostasi primaria, l'emostasi secondaria, la retrazione del coagulo e la fibrinolisi; il secondo modello condensa i primi tre passaggi in un passaggio relativo alla formazione di fibrina.
Di seguito i passaggi sono scanditi in maniera tale da salvaguardare entrambe le suddivisioni.

### Formazione di fibrina

#### Danno endoteliale
L'iniziale danno alla superficie interna del vaso provoca il rilascio da parte delle cellule dello stesso tessuto di alcuni fattori chiamati endoteline, potenti vasocostrittori che agiscono nelle arteriole a livello della lesione, in modo tale da contrastare l'eventuale perdita di sangue. La vasocostrizione così ottenuta, coadiuvata da un'ulteriore vasocostrizione di origine nervosa è però solo temporanea.

#### Emostasi primaria
Durante l'emostasi primaria le cellule endoteliali, a causa della lesione, secernono il fattore di von Willebrand (vWF), una proteina che si dispone presso la lesione, permettendo l'adesione piastrinica mediante l'interazione tra le piastrine e la matrice extracellulare esposta, che è trombogenica. Le piastrine infatti vi si legano tramite la glicoproteina Ib (GpIb) e a sua volta il fattore di von Willebrand si associa al collagene della matrice extracellulare. Entro qualche minuto le piastrine iniziano ad aderire al fattore di von Willebrand e cambiano forma, da discoidale a piatta, aumentando la loro superficie grazie alla stimolazione da parte di ADP. Rilasciano inoltre i loro granuli secretori contenenti prevalentemente ADP e trombossano A2. Queste sostanze fungono da chemochine per altre piastrine che si accumulano presso la lesione apponendosi sulle altre già presenti e formando il tappo emostatico.

#### Emostasi secondaria

La cascata della coagulazione

Questa fase è caratterizzata dalla stabilizzazione dell'aggregato, grazie all'attivazione della fibrina. In questo frangente l'endotelio secerne il fattore tissutale (TF) e le piastrine espongono sulla loro superficie particolari fosfolipidi, favorendo l'adesione.
Rispetto all'emostasi primaria il processo di attivazione della fibrina segue invece un meccanismo a catena che vede la partecipazione di molti più fattori. La fibrina si trova normalmente sotto forma di fibrinogeno che non può dar luogo ad un aggregato. Per far sì che il fibrinogeno venga attivato esistono due vie, una intrinseca e una estrinseca, ma la divisione tra queste non è così netta, poiché elementi dell'una possono influenzare l'attivazione dell'altra. Queste due vie differiscono tra di loro principalmente per:
1. l'agente iniziale che le attiva;
2. il numero di fattori coinvolti nella cascata.

Le due vie si congiungono, originando la via comune, che ha inizio con l'attivazione del fattore X.
- La via estrinseca è più rapida per il minor numero di fattori che vi prendono parte. Essa viene attivata quando una lesione di un vaso sanguigno produce la liberazione, dalle cellule danneggiate, di fosfolipidi e di un complesso proteico detto fattore tissutale o tromboplastina tissutale. I fattori attivati, oltre il fattore tissutale, sono i fattori plasmatici VII, X e V.
- La via intrinseca è più lenta, perché comprende, oltre i tre fattori dell'altra via, anche i fattori XII, XI, IX e VIII, tutti fattori plasmatici. Questa via è innescata dall'attivazione del fattore XII, o fattore di Hageman, la quale si verifica quando il sangue entra a contatto con la matrice extracellulare, in particolare con le macromolecole di collagene.

Una lesione tissutale attiva entrambe le vie della coagulazione; infatti, la lesione non solo determina la liberazione della tromboplastina tissutale, ma anche, danneggiando i vasi sanguigni, consente al sangue di venire a contatto con superfici diverse da quelle endoteliali.
La via estrinseca, pur avendo il vantaggio di essere veloce, da sola non porta alla formazione di un coagulo stabile, se non viene rafforzata dall'attivazione della via intrinseca. Il contributo fondamentale di questa via è dimostrato dal fatto che, se essa non può avvenire per l'assenza di uno dei suoi fattori plasmatici, si manifestano gravi malattie emorragiche, note come emofilie.
La coagulazione per sola via intrinseca può verificarsi in condizioni patologiche, all'interno di vasi la cui superficie endoteliale sia danneggiata.
La via intrinseca vede l'attivazione del fattore XII, che attiva il fattore XI (tagliando un frammento dello stesso); questo attiva il fattore IX nello stesso modo. Il fattore IX attivato si unisce all'VIII attivato, provocando l'attivazione del fattore X, ancora una volta per taglio proteolitico.
La via estrinseca invece, più brevemente, vede l'attivazione del fattore VII, che unito al Fattore Tissutale (III) opera l'attivazione, sempre nello stesso modo, del fattore X.
La via comune comincia con la formazione di un complesso tra fattore X attivato (Xa nella notazione) e V attivato (Va), il quale, tagliandola, attiva la protrombina (II), che similmente attiva il fibrinogeno (I). A questo punto il fibrinogeno si trova in uno stato solubile. L'ulteriore intervento del fattore XIII attivato (XIIIa) permette la precipitazione della fibrina e la formazione del coagulo.

#### I fattori coagulativi
I fattori coagulanti sono 13, indicati da un numero romano e da un nome. Alcuni sono delle serina proteasi, ovvero enzimi nel cui sito catalitico è presente l'amminoacido serina, altri dei cofattori, o piccole molecole in genere. Fra questi fattori ricordiamo i fattori VIII e IX, assenti spesso negli emofiliaci. La vitamina K agisce come co-enzima nel processo di carbossilazione dell'acido glutammico, permettendo l'attivazione di alcune proteine della coagulazione (protrombina, fattori VII,IX,X e proteine C e S)
| Fattore | Denominazione                               | Forma attivata | Tipologia        | Via        | Concentrazione media |
| ------- | ------------------------------------------- | -------------- | ---------------- | ---------- | -------------------- |
| I       | Fibrinogeno                                 | Fibrina        | Proteina         | Comune     | 3 mg / ml            |
| II      | Protrombina                                 | Trombina       | Serina proteasi  | Comune     | 0,4 mg / ml          |
| III     | Fattore tissutale                           |                | Cofattore        | Estrinseca |                      |
| IV      | Calcio                                      |                | Elemento chimico | Comune     |                      |
| V       | Proaccelerina                               |                | Cofattore        | Comune     |                      |
| VI      | Accelerina                                  |                |                  | Comune     |                      |
| VII     | Proconvertina                               | Convertina     | Serina proteasi  | Estrinseca |                      |
| VIII    | Fattore antiemofilico A                     |                | Cofattore        | Intrinseca |                      |
| IX      | Fattore di Christmas                        |                | Serina proteasi  | Intrinseca |                      |
| X       | Fattore di Stuart-Prower                    |                | Serina proteasi  | Comune     |                      |
| XI      | Antecedente plasmatico della tromboplastina |                | Serina proteasi  | Intrinseca |                      |
| XII     | Fattore di Hageman                          |                | Serina proteasi  | Intrinseca |                      |
| XIII    | Fattore stabilizzante la fibrina            |                | Enzima           | Comune     |                      |

### Retrazione del coagulo
La fase di retrazione del coagulo è caratterizzata dalla cessione di acqua da parte del polimero di fibrina con il conseguente accorciamento dello stesso. Questa fase richiede un dispendio di energia sotto forma di ATP che viene prodotta dalle piastrine stesse ed è denominata metamorfosi viscosa.

### Fibrinolisi
La fibrinolisi è operata dal sistema della plasmina, ovvero la forma attiva del plasminogeno. Questo fattore anticoagulante viene attivato dalla trombina, la stessa che attiva proprio la fibrina. Il significato di questo accoppiamento di reazioni ad effetto biologico opposto è quello di garantire a una rapida formazione di un trombo, un'altrettanto rapida eliminazione (in proporzione alle dimensioni dello stesso).
Sono fattori che aiutano la formazione di plasmina il tPA e l'uPA, mentre è inibitore di questi ultimi (ed è quindi un inibitore della plasmina) il Plasminogen activator inhibitor (PAI).
Hanno un ruolo nella fibrinolisi anche l'antitrombina III, l'ossido d'azoto (NO) e la trombomodulina.

### Fattori anticoagulanti
Vi sono, però, delle sostanze che si oppongono alla coagulazione del sangue, impedendola o semplicemente ritardandola. Tali sostanze vengono dette anticoagulanti, tra cui il più importante è l'eparina, che si trova soprattutto in fegato e polmoni. Essa agisce quando si ha un'eccessiva coagulazione, per evitare che possano instaurarsi situazioni patologiche come la trombosi.
| Fattore | Nome             | Funzione                                                              | Attivatore                             |
| ------- | ---------------- | --------------------------------------------------------------------- | -------------------------------------- |
|         | Eparina          | Inibisce i fattori Xa e IIa                                           |                                        |
| AT-III  | Antitrombina III | Complessa alcuni fattori, la callicreina e li deposita nell'endotelio |                                        |
| PC      | Proteina C       | Inattiva i fattori Va e VIIIa                                         | Fattore IIa legato alla trombomodulina |
| PS      | Proteina S       | Cofattore di PC                                                       |                                        |

## Test della coagulazione
I test attualmente utilizzati per valutare l'efficienza della coagulazione consistono nella conta delle piastrine, che misura la concentrazione ematica delle stesse (valori normali: 150 000 - 400 000 per microlitro) e nei test sui fattori di coagulazione:
- PT (tempo di protrombina) e INR
- aPTT (tempo parziale di protromboplastina attivata)
- TT (tempo di trombina)

## Patologie della coagulazione
Le patologie correlate alla coagulazione si manifestano sotto forma di malattie emorragiche e si possono raggruppare in tre classi di anomalie: le anomalie delle piastrine, dei capillari e della coagulazione.

### Anomalie delle piastrine
Queste anomalie si dividono in due classi: le anomalie quantitative riguardano il numero di piastrine, in particolare la loro concentrazione nel sangue, che normalmente è compreso tra 150 000 e 400 000 per microlitro; quelle qualitative, riguardano invece la loro forma e la loro funzionalità. In condizioni normali si presentano di forma tondeggiante o ovale, con un diametro di circa 2-4µm.
Le trombocitosi (o trombocitemie) rappresentano un aumento del numero di piastrine in circolo, aumento ascrivibile a due tipi di cause:
- aumento di produzione, dovuto a iperplasia midollare, o al morbo di Vaquez;
- diminuita eliminazione, in particolare dopo la rimozione della milza (splenectomia ).

La trombocitopenia rappresenta invece una diminuzione del numero di piastrine, nuovamente riconducibile a due cause:
- diminuzione di produzione, in caso di anemie aplastiche;
- aumentata eliminazione, come nel caso di porpore trombocitopeniche o di origine allergica.

Le anomalie qualitative morfologiche annoverano due disturbi:
- la megatrombocitemia, in cui il volume delle piastrine può aumentare anche di 3 o 4 volte;
- la microtrombocitemia, in cui il volume è minore del normale, ed è spesso associata ad una condizione di trombocitopenia.

### Anomalie dei capillari
Tra le anomalie dei capillari (o angiopatie) si può inserire la teleangectasia emorragica ereditaria, una malattia autosomica dominante (che cioè si può presentare anche quando è presente una sola copia, o allele, del gene nel corredo genetico). Questa forma di teleangectasia si manifesta negli eterozigoti con alterazioni nella formazione dei vasi (angiogenesi) ed emorragie frequenti, pur con parametri coagulativi normali.

### Anomalie della coagulazione o coagulopatie
Tra le anomalie della coagulazione è annoverata quella che è, forse, la più nota malattia emorragica, l'emofilia.
Anche questo gruppo contiene un'ulteriore classificazione che divide i difetti della coagulazione in base alle cause:
- difettosa formazione di trombina;
- difettosa formazione di fibrina;
- difettosa retrazione del coagulo: dovuta ad un'alterazione piastrinica;
- difettosa fibrinolisi: dovuta ad un eccesso di plasmina.

#### Difettosa formazione di trombina: emofilie
Questa è la causa che conduce al maggior numero di coagulopatie. Può essere dovuta a una carenza genetica o alla carenza di un fattore coagulativo (come in caso di carenza di vitamina K o danni al fegato). Per quanto riguarda le carenze genetiche, sono coinvolti i geni di otto fattori della coagulazione: II, V, VII, VIII, IX, X, XI e XII. Ad eccezione degli ultimi due, danni ai geni degli altri fattori conducono a sindromi emofiliche o simil emofiliche: in particolare l'emofilia A è legata a una carenza del fattore VIII e l'emofilia di tipo B a una carenza del fattore IX.

## Trombosi
Si intende per trombosi la formazione di masse solide nelle cavità cardiache o vascolari in un organismo vivo, a partire da componenti naturali del sangue. In particolare, pur essendo caratterizzati da uguali processi e sostanze costituenti, si distinguono:
- il trombo, che è un accumulo di piastrine, fibrina, globuli rossi e bianchi, all'interno di un vaso; è aderente alla parete vascolare, ha consistenza friabile e una superficie irregolare, una struttura disomogenea e, per definizione, si forma solo in vivo (cioè all'interno di un organismo vivo);
- il coagulo, differentemente, si localizza fuori dal vaso, è facilmente rimovibile, ha una superficie liscia e levigata e una consistenza elastica, è resistente alla trazione e si può formare anche in vitro (cioè anche all'esterno di un organismo vivo). L'unica eccezione alla definizione della sede della coagulazione è rappresentata dalla coagulazione intravascolare disseminata, o CID.

### Classificazione dei trombi
I trombi vengono classificati in base a tre caratteristiche: la loro composizione in elementi corpuscolati e fibrina, le loro dimensioni e la loro sede.
In base alla composizione si distinguono tre tipi di trombi, dovuti ai diversi effetti possibili della velocità del flusso ematico e della rapidità della coagulazione:bianchi (formati da piastrine, fibrina, pochi globuli rossi e pochi globuli bianchi), rossi (formati da piastrine, fibrina e molti globuli rossi e molti globuli bianchi), variegati (con zone chiare e zone rosse alternate, dovuti ad un lento processo di aggregazione piastrinica che ha intrappolato alcuni globuli rossi).
In base alle dimensioni si distinguono in trombi ostruttivi (che occludono l'intero lume del vaso), parietali (che non occludono tutto il vaso), a cavaliere (sullo sprone di una biforcazione).
Infine i trombi si possono ancora suddividere per sede: arteriosi, venosi, intracardiaci.